# Juan de Luna Vega
Juan de Luna Vega fue un médico español que falleció en el siglo XVII.
Era natural de Marchena (Sevilla). Estudió en la Universidad Hispalense y ejerció su profesión en la capital andaluza, adquiriendo en poco tiempo fama de profunda sabiduría. Siendo ya viejo y decano de aquella Academia, en donde fue catedrático de prima muchos años, se vio obligado a defender varios puntos de doctrina a causa de las contiendas suscitadas entre los médicos, dejanda consignadas sus opiniones en varios opúsculos que imprimió. Morejón dice que no sabe el número fijo, pero que él posee 45, dados a luz en diferentes años y que llevan todos el título de Exercitaciones médicas (Sevilla, 1614, 12, 13, 17, 18, 21 y 23, en 4º).
Luna Vega parece que hizo ánimo de dar otras obras a la prensa, pero tal vez le impidieran cumplir su deseo aquellas controversias que, a la par que mortificaban el amor propio de cada contendiente, robaban un tiempo precioso a los verdaderos progresos de la ciencia.